# Consell
Consell – gmina w Hiszpanii, w prowincji Baleary, we wspólnocie autonomicznej Balearów, o powierzchni 13,7 km². W 2011 roku gmina liczyła 3861 mieszkańców.